# V Podolánkách
V Podolánkách je přírodní rezervace poblíž obce Čeladná v okrese Frýdek-Místek. Oblast spravuje AOPK ČR Správa CHKO Beskydy. Důvodem ochrany je smrkový porost na rašeliništi s výskytem vrby slezské (Salix silesiaca).